# روزبه فرهنگ‌مهر
روزبه فرهنگ‌مهر (متولد ۲۱ مه ۱۹۷۹ در اسن، آلمان) با نام هنری روز رپر، روزنامه‌نگار و دی‌جی ایرانی - آلمانی است.
فرهنگ‌مهر با برنامه‌های خود در یوتیوب و سایت هیپ‌هاپ دی‌ای، در آلمان شناخته شد.

## آلبوم‌شناسی

### تک آهنگ
| سال               | عنوان آلبوم     | نمودار موقعیت        | نمودار موقعیت    | نمودار موقعیت | نظرات                               |
| سال               | عنوان آلبوم     | آلمان د              | اتریش در         | سوئیس CH      | نظرات                               |
| ----------------- | --------------- | -------------------- | ---------------- | ------------- | ----------------------------------- |
| ۲۰۱۸              | دوباره و دوباره | ۲۵ (--که در آن است.) | ۷۰ (1 که در آن.) | —             | انتشار اولین: 8. مارس ۲۰۱۸ (MoTrip) |
| شماره یک تک آهنگ  | —               | —                    | —                |               |                                     |
| مجرد در ۱۰ صفحه   | —               | —                    | —                |               |                                     |
| تک آهنگ در نمودار | 1               | 1                    | —                |               |                                     |